# 914 (numero)
Novecentoquattordici (914) è il numero naturale dopo il 913 e prima del 915.

## Proprietà matematiche
- È un numero pari.
- È un numero composto con 4 divisori: 1, 2, 457, 914. Poiché la somma dei suoi divisori (escluso il numero stesso) è 460 < 914, è un numero difettivo.
- È un numero semiprimo.
- È un numero nontotiente (per cui la equazione φ(x) = n non ha soluzione).
- È un numero odioso.
- È un numero intero privo di quadrati.
- È un numero palindromo e un numero ondulante nel sistema posizionale a base 14 (494) e in quello a base 19 (2A2).
- È parte delle terne pitagoriche  (336, 850, 914), (914, 208848, 208850).

## Astronomia
- 914 Palisana è un asteroide della fascia principale del sistema solare.
- NGC 914 è una galassia spirale della costellazione di Andromeda.

## Astronautica
- Cosmos 914 è un satellite artificiale russo.